# Alessandro Pesenti-Rossi
Alessandro Pesenti-Rossi (n. 31 august 1942, Bergamo, Italia) este un fost pilot de Formula 1. De-a lungul carierei a luat startul în 3 curse, niciuna din pole-position. Nu a câștigat nicio cursă și nu a terminat niciodată pe podium, acumulând 0 puncte în întreaga activitate ca pilot de Formula 1.